# Vlag van Toscane
De vlag van Toscane bestaat uit een wit veld met Pegasus in het midden; zowel onder als boven Pegasus bevindt zich een smalle rode horizontale band. De afbeelding van Pegasus is afkomstig van een beroemde munt die werd ontworpen door de kunstenaar Benvenuto Cellini (1500-1571). Wit en rood zijn de kleuren van Toscane. De vlag is op 3 februari 1995 officieel aangenomen.
Het gebruik van de kleuren rood en wit om de Toscaanse regio te vertegenwoordigen kan worden gedateerd tot ten minste het jaar 969 en het bewind van Hugo van Toscane. Hij gebruikte een schild van afwisselend rode en witte verticale strepen als zijn wapenschild. Een vooraanstaande Toscaanse familie, de Guidi's, gebruikten ook een wapen in rood en wit tussen de 10e en 15e eeuw. Het wapen van Guidi toonde een rode en zilveren klimmende leeuw op een rood en zilveren veld.